# Péchés inavouables
Péchés inavouables (Pecados inconfesables) est une série télévisée dramatique mexicaine en 18 épisodes d'environ 40 minutes créée par Leticia López Margalli et Guillermo Ríos et diffusée à l'international le 30 juillet 2025 sur Netflix,.

## Synopsis
Sous la coupe d'un mari violent, une femme tombe amoureuse d'un homme charmant et imagine un plan pour échapper aux violences conjugales... mais la situation tourne au chaos.

## Distribution
- Zuria Vega (VF : Pascale Mompez) : Helena Rivas
- Andrés Baida (VF : Adrien Larmande) : Iván Díaz
- Erik Hayser (VF : Boris Rehlinger) : Claudio Martínez
- Ana Sofía Gatica (VF : Marine Periat) : Livia Martínez
- Manuel Masalva (VF : Benjamin Penamaria) : Octavio Martínez
- Mario Morán (VF : Bastien Bourlé) : Antonio Grajales
- Alejandra Lazcano (VF : Léovanie Raud) : Arcadia
- Adriana Louvier (VF : Nayéli Forest) : Fedra Baar

## Production

### Développement
La série a été officiellement commandée par Netflix, avec Pablo Ambrosini et Felipe Aguilar Dulcé comme réalisateurs, et un scénario écrit par Leticia López Margalli et Guillermo Ríos, tandis que la production a été assurée par Mar Abierto Productions,.

### Tournage
Le tournage principal de la série s’est achevé en 2024. Le tournage a eu lieu à Mexico.

### Fiche technique
Sauf indication contraire, les informations mentionnées dans cette section peuvent être confirmées par la base de données cinématographiques IMDb,  présente dans la section « Liens externes ».* Titre original : Pecados inconfesables
- Titre français : Péchés inavouables
- Création : Leticia López Margalli, Guillermo Rios
- Réalisation : Pablo Ambrosini et Felipe Aguilar Dulcé
- Scénario : José Vicente Spataro, Leticia López Margalli, Guillermo Ríos, Gennys Pérez, Miguel Ferrari, Christian Jiménez, Nayura Aragón
- Casting : Jessica Caldrello
- Costumes : Abril Alamo
- Son : Sandra Ojeda, Hugo Sánchez, Jesus Arteaga, Samuel Mendozan, Luis Omar Parra et Arie Orihuela
- Montage : Sergio H. Martín, Jonathan Pellicer et Joselito Martínez
- Production : Roberto Stopello et Mariana Iskandarani
  - Production déléguée : Leticia López Margalli, Guillermo Rios
- Sociétés de production : Netflix
- Sociétés de distribution (télévision) : Netflix, Mar Abierto Productions
- Pays d'origine :  Mexique
- Langue originale : espagnol
- Format : couleur
- Genre : thriller, drame, suspense
- Durée : 36 – 45 minutes
- Date de première diffusion :
  - Monde: 30 juillet 2025 sur Netflix
- Classification : déconseillé aux moins de 16 ans

Adaptation
Version française
- Société de doublage : Audi'Art Dub
- Direction artistique : Jonathan Dos Santos
- Adaptation des dialogues : Laëtitia Morfouace
- Enregistrement : Alizée Barthélémy
- Montage : Marec Panchot
- Mixage : Nostradine Benguezzou
- Gestion de projet : Laura Neuman

 Source et légende : version française (VF) sur RS Doublage

## Épisodes
1. Le piège (La trampas)
2. Retrouvailles (Reencuentro)
3. Au désespoir (Desesperada)
4. Soupçons (Bajo sospecha)
5. Doutes (Las dudas)
6. Mort simulée (Falsa muerte)
7. La chaine du procureur (La caída del fiscal)
8. L'Appel (La llamada)
9. Enlèvement (Capturados)
10. En vie (Está vivo)
11. Chantage (Chantaje)
12. Les secrets du passé (Secreto del pasado)
13. Le scandale (Escándalo)
14. Désillusion (Desilusión)
15. Les uns contre les autres (Todos contra todos)
16. Révélations (Revelaciones)
17. Un coup dur (Duro golpe)
18. Une nouvelle vie (Nueva vida)